# Giro di Sassonia 2005
Il Giro di Sassonia 2005, ventunesima edizione della corsa, si svolse dal 20 al 24 luglio 2005 su un percorso di 899 km ripartiti in 5 tappe, con partenza e arrivo a Dresda. Fu vinto dall'australiano Mathew Hayman della squadra Rabobank davanti al tedesco Christian Müller e all'australiano Heinrich Haussler.

## Tappe
| Tappa  | Data      | Percorso           | km  | Vincitore di tappa | Leader cl. generale |
| ------ | --------- | ------------------ | --- | ------------------ | ------------------- |
| 1ª     | 20 luglio | Dresda > Werdau    | 155 | Steven Caethoven   | Steven Caethoven    |
| 2ª     | 21 luglio | Zwickau > Frohburg | 188 | Thomas Ziegler     | Christian Müller    |
| 3ª     | 22 luglio | Lipsia > Görlitz   | 230 | Björn Schröder     | Christian Müller    |
| 4ª     | 23 luglio | Görlitz > Sebnitz  | 168 | Allan Johansen     | Mathew Hayman       |
| 5ª     | 24 luglio | Dresda > Dresda    | 158 | Christian Müller   | Mathew Hayman       |
| Totale | Totale    | Totale             | 899 |                    |                     |

## Dettagli delle tappe

### 1ª tappa
- 20 luglio: Dresda > Werdau – 155 km

| Pos. | Corridore        | Squadra           | Tempo    |
| ---- | ---------------- | ----------------- | -------- |
| 1    | Steven Caethoven | Chocolade Jacques | 4h05'37" |
| 2    | Eric Baumann     | T-Mobile          | s.t.     |
| 3    | Thomas Dekker    | Rabobank          | s.t.     |

| Pos. | Corridore        | Squadra           | Tempo    |
| ---- | ---------------- | ----------------- | -------- |
| 1    | Steven Caethoven | Chocolade Jacques | 4h05'27" |
| 2    | Eric Baumann     | T-Mobile          | a 3"     |
| 3    | Christian Müller | CSC               | a 4"     |

### 2ª tappa
- 21 luglio: Zwickau > Frohburg – 188 km

| Pos. | Corridore           | Squadra         | Tempo    |
| ---- | ------------------- | --------------- | -------- |
| 1    | Thomas Ziegler      | Gerolsteiner    | 4h36'12" |
| 2    | David Kopp          | Wiesenhof       | s.t.     |
| 3    | Alexandre Botcharov | Crédit Agricole | s.t.     |

| Pos. | Corridore         | Squadra      | Tempo    |
| ---- | ----------------- | ------------ | -------- |
| 1    | Christian Müller  | CSC          | 8h42'24" |
| 2    | Mathew Hayman     | Rabobank     | a 1"     |
| 3    | Heinrich Haussler | Gerolsteiner | a 13"    |

### 3ª tappa
- 22 luglio: Lipsia > Görlitz – 230 km

| Pos. | Corridore      | Squadra     | Tempo    |
| ---- | -------------- | ----------- | -------- |
| 1    | Björn Schröder | Wiesenhof   | 4h42'27" |
| 2    | Geert Omloop   | MrBookmaker | s.t.     |
| 3    | Eric Baumann   | T-Mobile    | a 34"    |

| Pos. | Corridore         | Squadra      | Tempo     |
| ---- | ----------------- | ------------ | --------- |
| 1    | Christian Müller  | CSC          | 13h30'08" |
| 2    | Mathew Hayman     | Rabobank     | a 1"      |
| 3    | Heinrich Haussler | Gerolsteiner | a 13"     |

### 4ª tappa
- 23 luglio: Görlitz > Sebnitz – 168 km

| Pos. | Corridore      | Squadra           | Tempo    |
| ---- | -------------- | ----------------- | -------- |
| 1    | Allan Johansen | CSC               | 4h04'52" |
| 2    | Leif Hoste     | Discovery Channel | s.t.     |
| 3    | Frank Høj      | Gerolsteiner      | a 18"    |

| Pos. | Corridore         | Squadra      | Tempo     |
| ---- | ----------------- | ------------ | --------- |
| 1    | Mathew Hayman     | Rabobank     | 17h37'55" |
| 2    | Christian Müller  | CSC          | a 3"      |
| 3    | Heinrich Haussler | Gerolsteiner | a 8"      |

### 5ª tappa
- 24 luglio: Dresda > Dresda – 158 km

| Pos. | Corridore        | Squadra      | Tempo    |
| ---- | ---------------- | ------------ | -------- |
| 1    | Christian Müller | CSC          | 3h54'59" |
| 2    | Thomas Ziegler   | Gerolsteiner | a 40"    |
| 3    | André Korff      | T-Mobile     | s.t.     |

| Pos. | Corridore         | Squadra      | Tempo     |
| ---- | ----------------- | ------------ | --------- |
| 1    | Mathew Hayman     | Rabobank     | 21h38'50" |
| 2    | Christian Müller  | CSC          | a 3"      |
| 3    | Heinrich Haussler | Gerolsteiner | a 8"      |

## Classifiche finali

### Classifica generale
| Pos. | Corridore         | Squadra                     | Tempo     |
| ---- | ----------------- | --------------------------- | --------- |
| 1    | Mathew Hayman     | Rabobank                    | 21h38'50" |
| 2    | Christian Müller  | Team CSC                    | a 3"      |
| 3    | Heinrich Haussler | Gerolsteiner                | a 8"      |
| 4    | Andreas Klier     | T-Mobile                    | a 19"     |
| 5    | Marek Rutkiewicz  | Intel-Action                | a 23"     |
| 6    | Gerhard Trampusch | Akud Arnolds Sicherheit     | s.t.      |
| 7    | Tom Stubbe        | Chocolade Jacques-T-Interim | a 4'22"   |
| 8    | Lubor Tesar       | Akud Arnolds Sicherheit     | a 7'11"   |
| 9    | Steven Kleynen    | Chocolade Jacques-T-Interim | a 7'25"   |
| 10   | Jakob Piil        | Team CSC                    | a 7'58"   |